# بوت کولمن
بوت کولمن (انگلیسی: Booth Colman؛ زادهٔ ۸ مارس ۱۹۲۳) یک هنرپیشه اهل ایالات متحده آمریکا بود.
کولمن در ۱۷۶ فیلم نقش آفرینی کرد.

## بخشی از فیلمشناسی
- مردی که آنجا نبود (۲۰۰۱)
- نورما ری (۱۹۷۹)
- فریژر (۲۰۰۳ مجموعه کمدی تلویزیونی)
- سنگدلی تحمل‌ناپذیر (۲۰۰۳)